# Славетна п'ятірка

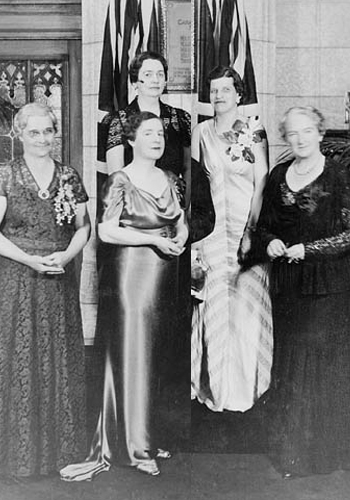
Славетна п'ятірка, 1938 рік

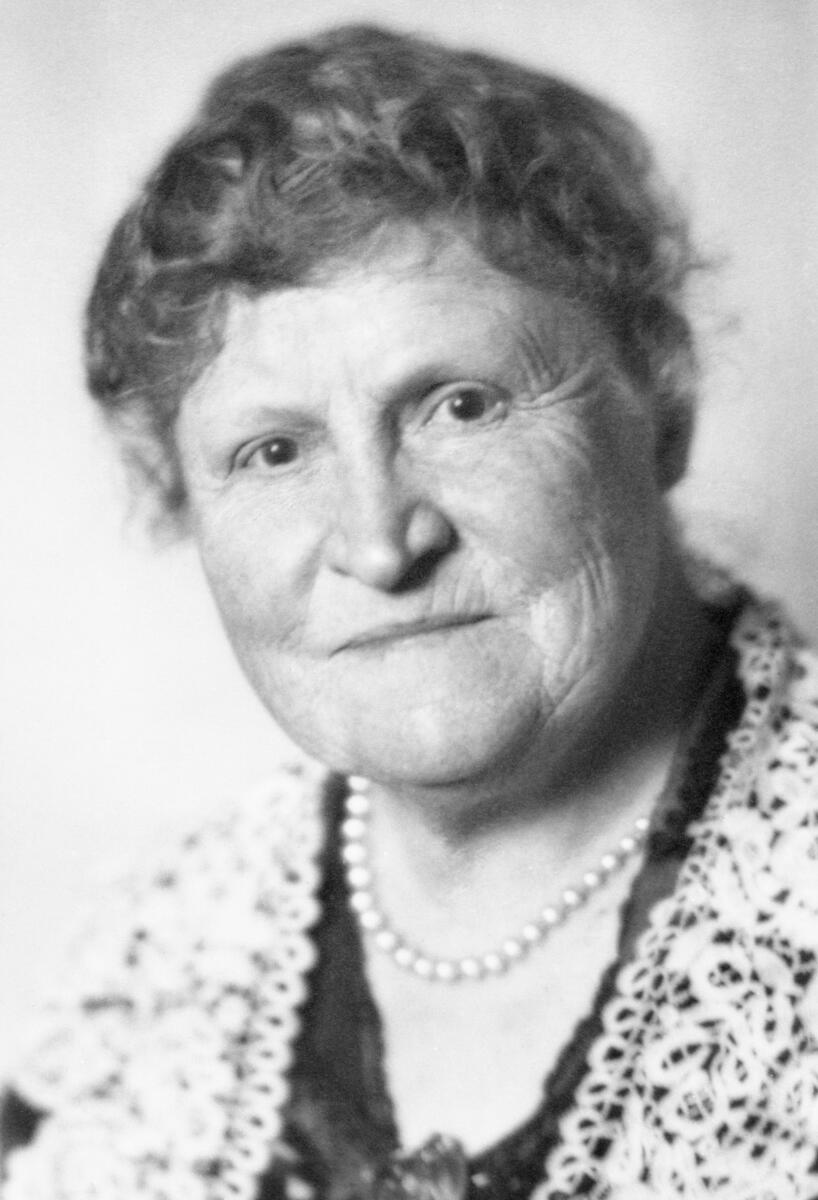

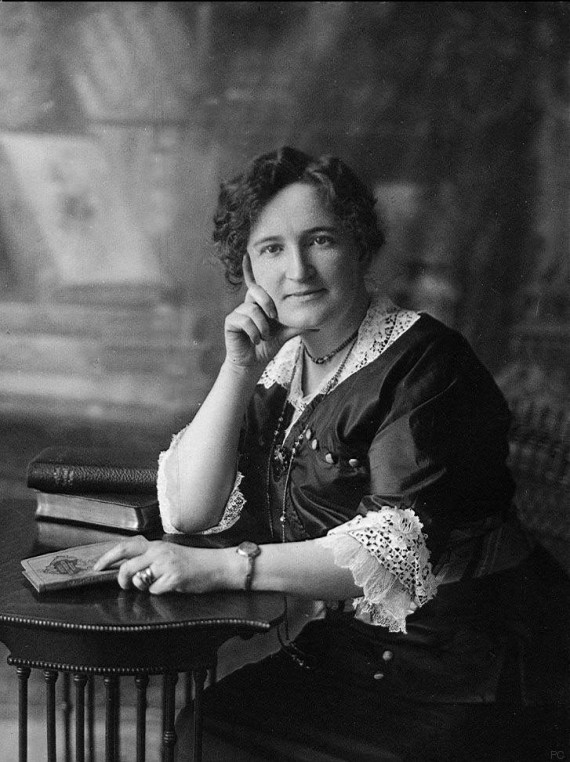
між 1905 і 1922

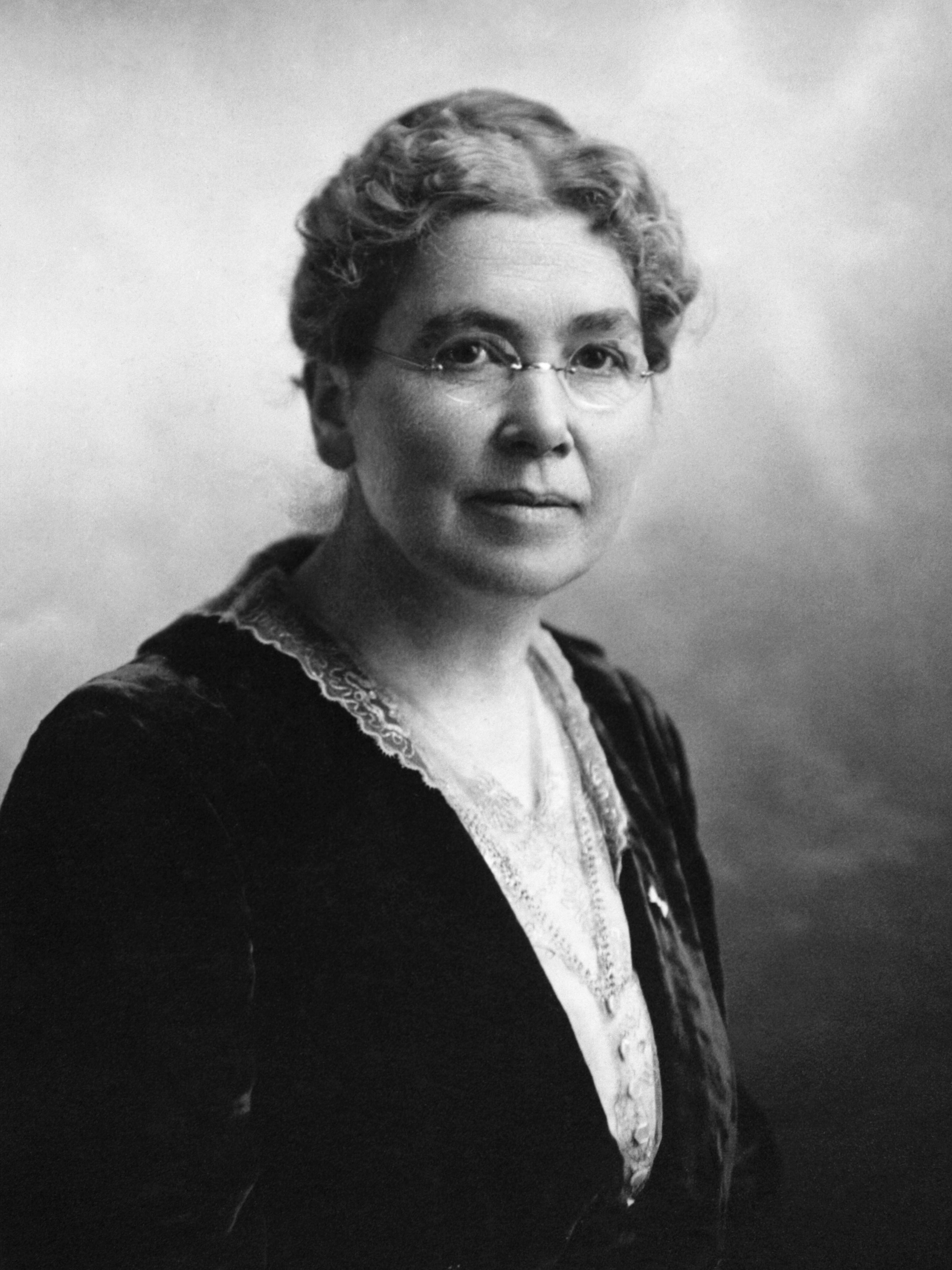
, 1917 рік

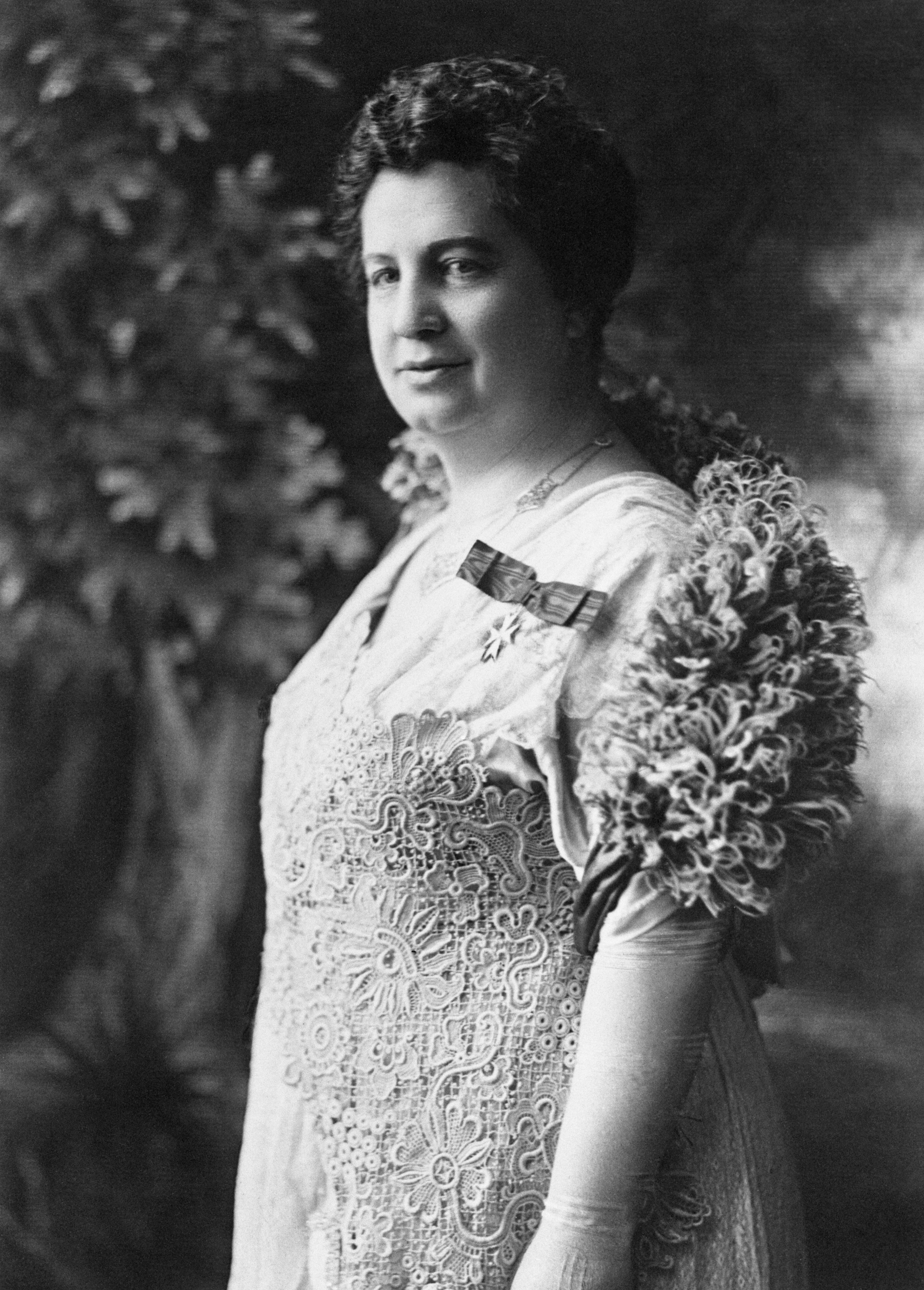
близько 1917 року

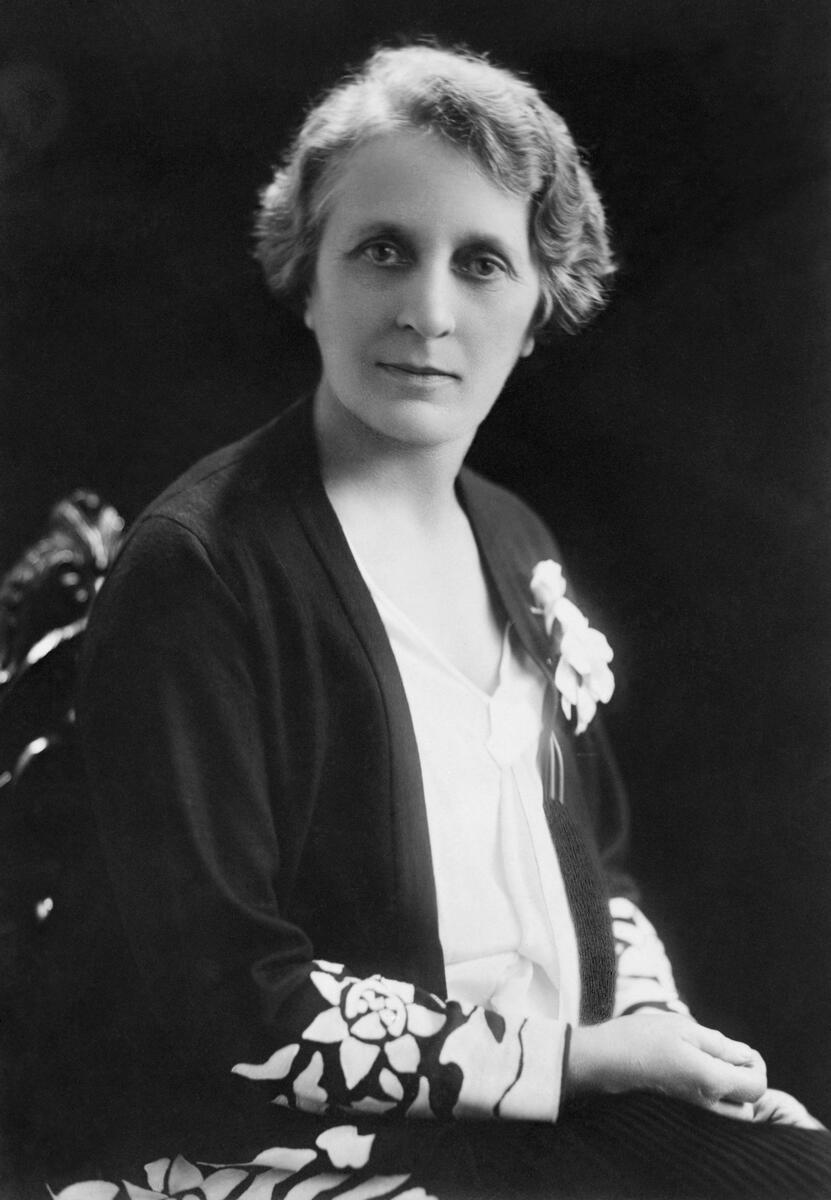
близько 1928 року

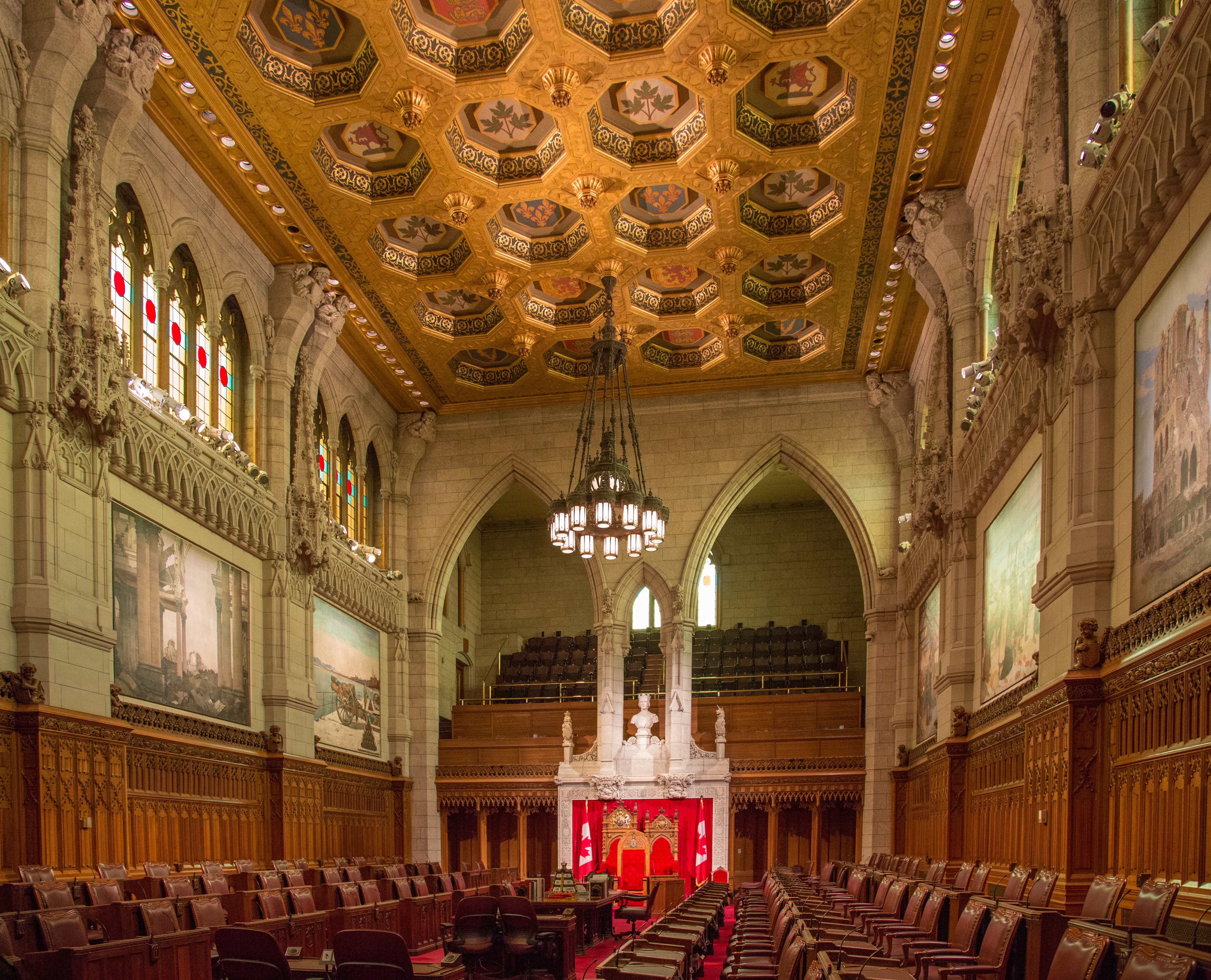
Палати Сенату Канади в Центральному блоці

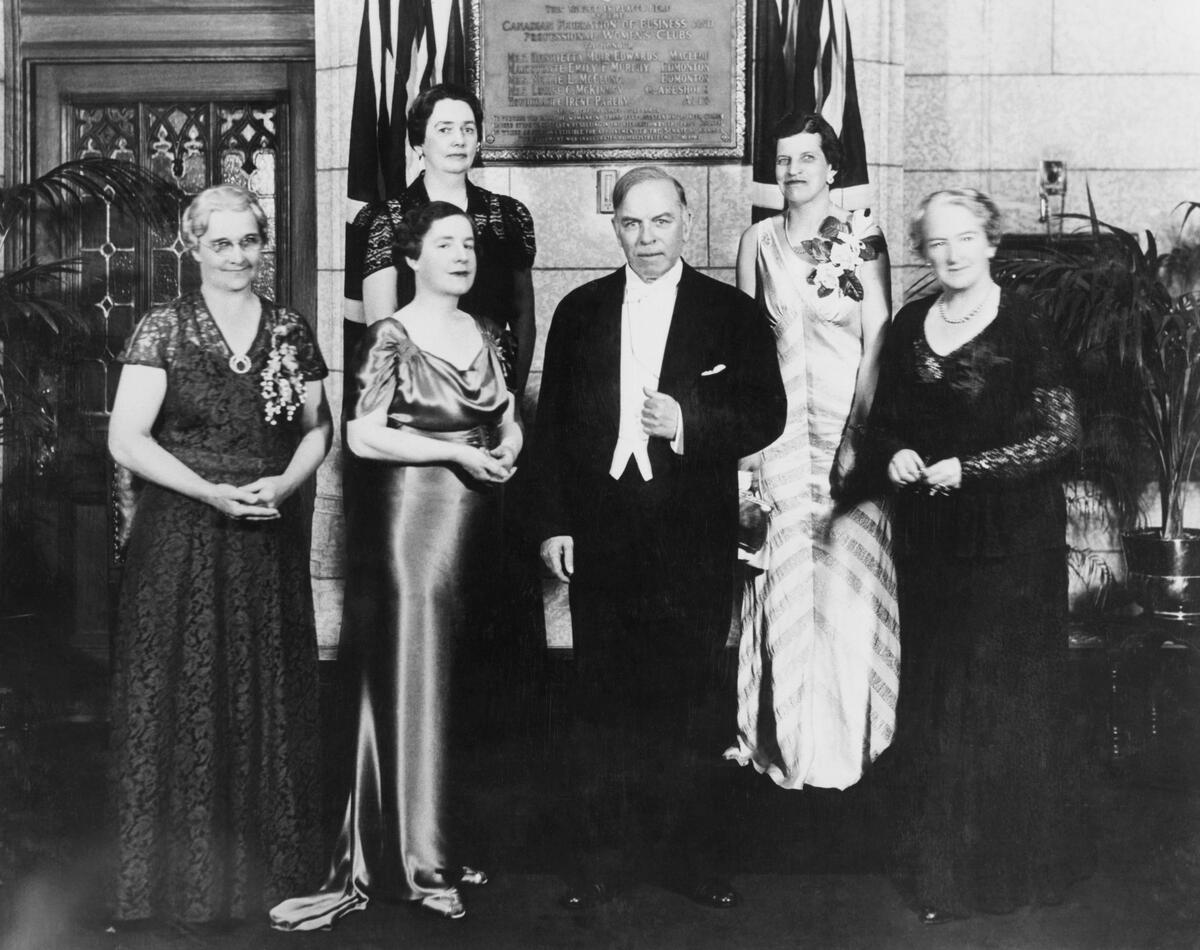
Відкриття меморіальної дошки в честь Славетної п'ятірки, 11 червня 1938 р. (передній ряд, зліва): М'єр Едвардс, невістка Генрієтти Едвардс; Дж. К. Кенвуд, дочка Емілі Мерфі; Маккензі Кінг; Неллі МакКланг. (Задній ряд, зліва направо): сенаторки Іва Кемпбелл Фолліс, Керін Вілсон.

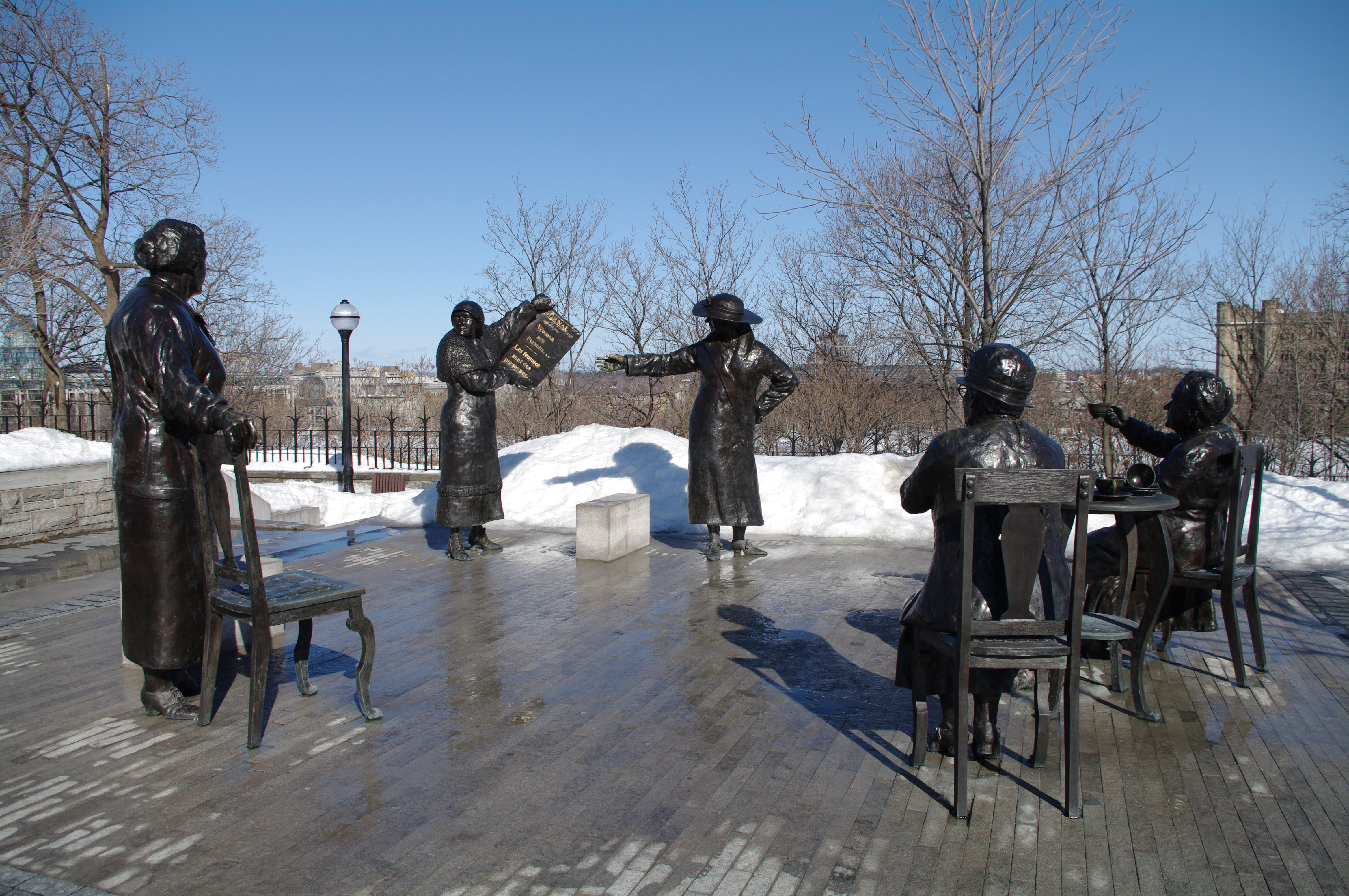
Статуї Славетної п'ятірки на честь рішення Таємної ради на Парламентському пагорбі в Оттаві, Онтаріо

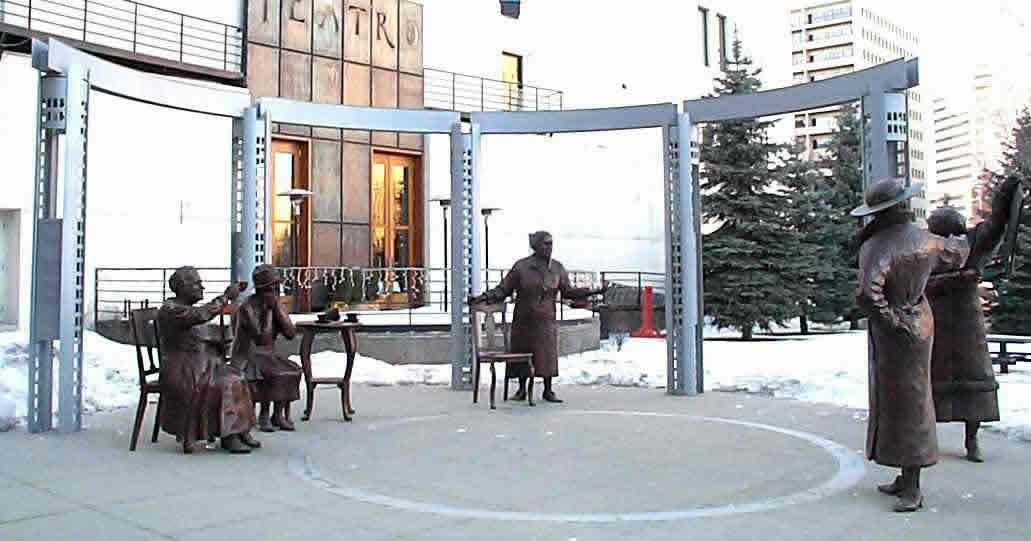
Статуї Славетної п'ятірки в Калгарі, Альберта

Славетна п'ятірка (англ. The Famous Five, фр. Célèbres cinq), також «Доблесна п'ятірка», спочатку «П'ятірка Альберти» — п'ять видатних канадських суфражисток, які виступали за ряд прав жінок і дітей: Генрієтта Едвардс, Неллі Маккланґ, Луїза Маккінні, Емілі Мерфі та Ірен Парлбі, та 27 серпня 1927 року почали виборювати право жінок бути сенаторками до Верховного суду Канади. Їх петиція лягла в основу «Справи про особу», провідного конституційного рішення, що у 1929 році розширило поняття «особи» на жінок. Хоча більшість канадок мали право голосу на федеральних виборах і в усіх провінціях, окрім Квебеку до 1927 року, ця справа була частиною більшого прагнення до політичної рівності, стала кроком до рівності жінок у Канаді та започаткувала першу хвилю фемінізму.
Федеральний уряд запитав Верховний суд: «Чи слово „особи“ в розділі 24 Закону Британської Північної Америки 1867 року включає осіб жіночої статі?». У 1928 році Верховний суд одноголосно постановив, що жінки не є «кваліфікованими особами» у розумінні пп. 24 Закону 1867 року. Це рішення і оскаржила Славетна п'ятірка до Судового комітету Таємної ради, тоді найвищого апеляційного суду в Британській імперії. 18 жовтня 1929 року Судовий комітет скасував рішення Верховного суду і постановив, що жінки є «кваліфікованими особами» і мають право бути призначеними до Сенату.
У результаті рішучості та боротьби П'ятірки Верховний суд Канади було скасовано, а жінки отримали звання «особи». Це досягнення було монументальною зміною, яка надала жінкам більше влади. 18 жовтня 1929 року офіційно стало початком руху, який житиме поколіннями і виллється в чотири хвилі фемінізму.

## Учасниці
Емілі Мерфі, Генрієтта Едвардс, Неллі Маккланг, Луїза Маккінні та Ірен Парлбі представляють культові потужні рухи та зміни в Канаді, присвятивши свої життя адвокації з 1880-х до 1890-х років. Ці жінки були активістками в різних областях, прагнучи покращити умови для жінок і дітей. Для них відстоювання прав було стилем життя. Кожна мала сильні переконання в аспектах життя, за які протестувала. Оскільки група вперше зібралася в Альберті, ЗМІ спочатку називали їх Альбертською п'ятіркою. Однак, через важливість групи для Канади в цілому, їх врешті назвали The Famous Five.
Генрієтта Едвардс
Авторка та дослідниця жіночих тем, працювала з правом власності і захистом жінок і дітей. Понад 35 років очолювала комітет із права в Національній раді жінок Канади. Лідерка Червоного Хреста під час Першої світової війни. Едвардс була секретаркою Національного підкомітету, який зосереджував увагу на ощадливості та економії в канадських будинках. член-засновниця Вікторіанського ордену медсестер. Генрієтту Едвардс описували як «завзяту» у її боротьбі за тверезість.
Неллі Маккланґ
Вчителька, письменниця, ораторка, активістка тверезості, всесвітньо відома борчиня за права жінок і політикиня, найпопулярніша з П'ятірки. Виступала за безкоштовне медичне та стоматологічне лікування дітей шкільного віку, материнські надбавки та кращі права власності для жінок. Підтримувала розлучення та контрацепцію, виступала проти продажу та вживання алкоголю. Також опрацьовувала виборче право жінок, церковні заборони жінкам та жінок у громадському житті. У 1918 році була членом Військової ради Домініону і єдиною жінкою-представницею в Лізі Націй. Представляла Канаду на Вселенській раді Методистської церкви в 1921 році і була першою жінкою в Раді губернаторів Канадської телерадіомовної корпорації від Ліберальної партії (пропрацювала один термін, але не була переобрана в 1926 році). Була членом Ліги політичної рівності Манітоби і відігравала провідну роль у імітаційному парламенті, що проходив 29 січня 1914 у вінніпезькому Walker Theatre, де з гумором обговорювали Голосування за чоловіків. Маккланг прославилася пристрастю до незалежності жінок і прагненням досягти прав, яких вони заслуговують. Маккланґ сказала: «Я ніколи не думала, що займатися своїми справами – це велика чеснота. Занадто часто це просто привід для того, щоб не вжити заходів, коли потрібно вжити заходів!».
Луїза Маккінні
Твердо відстоювала «зло алкоголю» і наполягала на введенні заборонних заходів. Виступала за виключення сигарет із посилок, надісланих солдатам під час Першої світової в 1917 році. Підтримувала розумні заходи соціального забезпечення та охорони здоров'я, а також запроваджувала законопроєкти, спрямовані на підвищення ефективності заборони, покращення долі іммігранток та покращення безпеки вдів. Вона була відповідальна за внесення клопотання, яке призвело до Закону про Дауера. Одна з двох перших жінок, обраних до законодавчого органу Британської імперії, і першою посіла місце. Засновниця Жіночого християнського союзу тверезості в Альберті та на Заході – віцепрезидент організації понад 22 років, починаючи з 1906, регулярно відвідувала Всесвітні зустрічі WCTU. Підписала звернення до Таємної ради в 1929 році. У 1931 році стала президентом Канадського союзу, Жіночого християнського союзу тверезості. Комісарка першої Генеральної ради Об'єднаної церкви Канади, єдиною з жінок підписала Основи Союзу.
Емілі Мерфі
Перша жінка-суддя Британської імперії. У 1916 призначена на посаду магістратки Едмонтонського суду у справах неповнолітніх, пізніше стала магістраткою новоствореного жіночого суду. У той час жодна жінка не займала таку посаду, і багато чоловіків були проти. Емілі Мерфі займалася проблемами матерів-одиначок, аліментів, опіки над дітьми та усиновлення, лобіюючи права жінок.
Писала під псевдонімом «Джейні Кенук». У 1922 році написала «Чорну свічку», детально висвітливши свої переконання щодо раси та вживання наркотиків у Канаді, чим сильно вплинула на тодішню наркополітику. У 1958 році названа урядом Канади особою історичного значення нації.
Мерфі мала багато досягнень, наприклад, стала першим президентом Федеративного жіночого інституту Канади, віцепрезидентом Національної ради жінок Канади, президентом Канадського жіночого прес-клубу, директором Канадської ради з питань захисту дітей, віцепрезидентом Канадської асоціації захисту дітей, перший президент Канадського жіночого клубу Едмонтона та віцепрезидент Ради соціальних служб Канади.
Ірен Парлбі
Перша жінка-міністр в Альберті (працювала на посаді під час судової справи) до падіння уряду в 1935 році. У 1916 році обрана першим президентом Об'єднаних фермерок Альберти, а в 1921 році обрана до законодавчого органу Альберти і отримала посаду в уряді Об'єднаних фермерів Альберти, ставши другою жінкою в Британській імперії, що мала міністерський ранг. На посаді працювала на покращення безпеки та розширення прав жінок. Працювала з Червоним Хрестом під час Першої світової війни, а пізніше входила до Керівної ради Університету Альберти.

## Справа про особу
Протягом 1917 року почалася дискусія навколо жінок та їхнього становища в Сенаті. Ці дебати тривали 10 років, проте були проігноровані в 1927 році, оскільки закон означав, що жінки в Сенаті є неможливими. У серпні 1927 року Емілі Мерфі запросила чотирьох активісток Маккланг, Парлбі, Маккінні та Едвардс до свого дому в Едмонтоні, щоб обговорити плани подати петицію до канадського уряду з проханням подати до Верховного суду Канади рекомендаційне запитання щодо тлумачення слова «особи» в Законі про Британську Північну Америку.
27 серпня 1927 року П'ятірка надіслала петицію генерал-губернатору Канади з проханням до уряду запитати у Верховний суд, чи наділено повноваженнями генерал-губернатора в раді, прем'єр-міністра Канади чи обох призначити жінку до Сенату Канади; і як би було конституційно можливим передбачити положення, які б дозволяли призначати жінку. У відповідь на петицію уряд Канади направив Верховному суду питання: «Чи слово „особи“ в розділі 24 Британської Закон про Північну Америку 1867 року включає осіб жіночої статі?»
24 квітня 1928 року Верховний суд постановив, що жінки не є «кваліфікованими особами» у розумінні ст. 24 Закону про Британську Північну Америку. Рішення ґрунтувалося на передумові, що цей термін слід тлумачити так само, як і в 1867 році, і що в законі конкретно згадувалися жінки, якби вони мали намір зробити виняток для Сенату.

Тоді П'ятірка оскаржила рішення Верховного Суду до Судового комітету Таємної ради. 18 жовтня 1929 року Судовий комітет задовольнив їх апеляцію та скасував рішення Верховного суду. Судовий комітет дійшов висновку, що термін «особи» дійсно включає жінок, і що жінки мають право бути викликаними до Сенату Канади та стати членами Сенату Канади. Рішення виніс лорд-канцлер віконт Сенкі, заявивши:
"Виключення жінок з усіх державних посад є пережитком варварських днів, ніж наш... їх світлості не вважають правильним жорстко застосовувати до сьогоднішньої Канади рішення та аргументи, за які вони похвалилися... до тих, кому доводилося застосовувати право в різних обставинах, у різні століття, до країн, що перебувають на різних етапах розвитку."
Деякі вважали результат боротьби «радикальною зміною»; інші розглядали як відновлення оригінального оформлення англійських конституційних документів, включаючи Білль про права 1689 року, в якому використовується лише термін «особа», а не термін «чоловік» (або «жінка»). Деякі інші тлумачили правило Таємної ради як зміну канадського судового підходу до канадської конституції, підхід, який став відомий як «доктрина живого дерева».
Дехто сумнівався в загальному значенні цього рішення, оскільки до 1920-х Сенат Канади був значною мірою безсилим органом. Більш потужна Палата громад Канади обрала свою першу членкиню-жінку (Агнес Макфейл) у 1921 році, задовго до справи про особу. Проте прецедент закріпив принцип, що жінки можуть займати будь-які політичні посади в Канаді. Більше того, П'ятірка відверто присвятила свою енергію розширенню участі жінок у законодавчих органах з більшими повноваженнями: троє були членами законодавчого органу Альберти. Суперечки навколо жінок ускладнили вшанування пам'яті[джерело?].
Хоча Славетна п'ятірка вибудувала фундамент прав жінок на ідеї жінок у Сенаті, жодна з них так і не стала частиною сенату, який відкрив двері для Керін Вілсон, першої жінки-сенаторки[коли?].

## Вшанування
Через кілька десятиліть після розгляду справи про осіб Сенат Канади проголосував за визнання учасниць Славетної п'ятірки почесними сенаторками.
Славетна п'ятірка вшанована індивідуальними та груповими табличками у фойє та передпокої Сенату Канади, а також двома ідентичними скульптурами канадської мисткині Барбари Петерсон (одна на Парламентському пагорбі в Оттаві, інша на Олімпік Плаза в Калгарі).
Скульптура на Парламентському пагорбі була відкрита 18 жовтня 2000 року під час публічної церемонії з виступами генерал-губернаторки Адрієн Кларксон і прем'єра Жана Кретьєна.
Скульптура П'ятірки роботи Гелен Ґрейнджер Янг (Helen Granger Young) розміщена на території Законодавчого органу Манітоби у Вінніпезі. За замовленням Фонду Неллі Маккланг вона була презентована на церемонії 18 червня 2010 року.
Місто Едмонтон назвало 5 парків своєї системи парків річкової долини на честь кожної з феміністок.
Емілі Мерфі також отримала багато нагород за роботу всього свого життя, включно зі званням Благодатної леді ордена Святого Іоанна Єрусалимського від короля Георга V.
Ірен Парлбі була удостоєна в 1935 році на весняному скликанні в Університеті Альберти звання почесної докторки права.
Данину Генрієтті Едвардс можна знайти на меморіальній дошці в палаті Сенату в Оттаві та на поштовому відділенні у форті Маклеод. Неллі Маккланг виступила в Калгарі після смерті Едвардс з розповіддю про неї, «яка протягом 40 років була організаторкою законів Національної ради жінок».
П'ятірка відзначена в серії «Подорожі» Канадської п'ятдесятидоларової банкноти 2001 року разом із Терезою Касгрейн, феміністкою та політикикнею з Квебеку.
Щоб вшанувати П'ятірку та продовжувати залучати жінок до керівних посад у Канаді, Френсіс Райт зі співактивістками заснувала некомерційний фонд Famous Five Foundation 18 жовтня 1996 року, до 70-ї річниці судового рішення.